# Tronco (órgão vegetal)

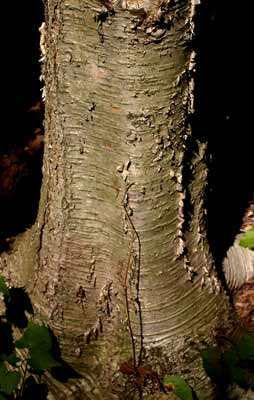
A base do tronco de uma Betula alleghaniensis.

Nas plantas, um tronco é um tipo de caule lenhoso, resistente, cilíndrico ou cônico e também mais largo na base que no topo, com ramificações, que se formam a partir de certa altura. É o caule exclusivo das árvores. Os caules lenhosos designados por espique, estipe ou estípite são freqüentemente na linguagem corrente denominados de troncos. Por exemplo, não se deveria dizer "o tronco de uma palmeira" mas, sim: "o espique de uma palmeira" ou, em caso de dúvida, apenas "o caule de uma palmeira".
Mas espique também significa uma raiz que tem o caule com forma cónica e com ramos só a partir de certa altura.